# Artists' books
Artists' Books, bogobjekter eller kunstnerbøger er "bøger" skabt af kunstnere: Unikke, visuelle værker eller objekter – som er inspireret af den traditionelle bogs form og opbygning. Disse Artists' Books kan være udformet som regulære bøger med særligt fokus på et visuelt indhold eller udtryk, men det kan også være mere abstrakte ”boglignende” objekter, som kun på det konceptuelle plan er i familie med almindelige bøger. Det er ikke kun en bog, måske er den ikke engang læsbar.
En Artists' Book kan enten laves helt fra grunden, hvor de enkelte sider udformes og samles til et værk, eller den kan udspringe af en i forvejen eksisterende bog som bearbejdes på forskellig vis. Den sidste type kaldes også altered book. Endelig er der den mere konceptuelle/abstrakte udgave, som ofte manifesterer sig i form af et objekt eller en installation som udforsker ”ideen om en bog”, men som ikke i det ydre har nogen speciel lighed med en bog. 
Et fælles træk for genren er, at der er tale om unikke værker, one-of-a-kind, alternative bøger i meget små, gerne nummererede oplag. Artists' books er oftest én persons fortjeneste fra idé til resultat i modsætning til almindelige kommercielle, masseproducerede bøger, hvor der oftest vil være flere involverede parter: en forfatter, en forlægger, en lay-outer, en bogbinder osv.